# Димитър Гачев (музиковед)
Вижте пояснителната страница за други личности с името Димитър Гачев.
Димитър Иванов Гачев е български естет, музиковед и литературовед.

## Биография
Роден е на 18 януари 1902 година в село Брацигово, Пазарджишко. Учи в Пазарджишката гимназия (1913-1920). Членува в марксисткия кръжок „Максим Горки“. През 1920 г. пристига в София, за да следва в Държавното музикално училище (София).
През 1921 г. става член на комунистическата партия. През 1923 г. учителства в Петрич. Участва в Септемврийското въстание (1923). След потушаването му емигрира в Белгия, Франция и Германия.
Живее в Москва от 1926 г. През 1927 г. сключва брак с Мира Брук. На 1 май 1929 г. се ражда синът им Георгий. Завършва история на музиката в Московската консерватория (1930) и литература и изкуство в Института за червена професура (1933). През 1934 г. защитава дисертация на тема „Естетическите възгледи на Дидро“.
През 1934-1938 г. завежда отдела за западна литературна класика на Гослитиздат.
В СССР популяризира българската литература, като пише статии за Христо Ботев, Петко Славейков и Христо Смирненски.
По време на Сталинските репресии е изпратен в трудов лагер в Колима (1937), където умира на 17 декември 1946 г.

## Памет
Във връзка с 80-годишнината от раждането му с постановление на ЦК на БКП през 1981 г. е осъществено издание на двутомник с негови произведения, създаден е негов музей в Брацигово, произведен е документален филм за него.